# Campeonatos del Mundo de patinaje de velocidad en línea

Los Campeonatos del mundo de patinaje de velocidad en línea son el principal evento anual para los mejores patinadores de velocidad del mundo. Los Campeonatos del Mundo son otorgados y monitoreados por la Federación Internacional de Patinaje (FIRS).
Un gran cambio tuvo lugar en la década de 1990 cuando los patines clásicos (patines de cuatro ruedas repartidas en dos ejes) fueron reemplazados por los nuevos patines en línea. Después de un período de transición en el que se podían usar ambos tipos de patines, en poco tiempo casi nadie corría ya con los patines clásicos (todavía está permitido competir con estos patines en las competiciones).
Inicialmente, la competición en el que se celebraban los campeonatos del mundo se cambiaba anualmente entre un año campeonato de pista y el año siguiente campeonato de ruta o circuito. Desde 1992, se agregaron carreras de larga distancia (maratón en línea), que se llevan a cabo en un circuito urbano. Desde 1994, los campeonatos de pista y de ruta se han celebrado en el mismo año y principalmente en la misma ciudad, interrumpidos por un día de descanso.
El primer campeón oficial fue Estados Unidos, en Roma 1992. Colombia es el país que más títulos ha ganado, con un total de 17 bajo el formato actual de competencia, además de liderar el medallero histórico con 214 medallas doradas registradas hasta el término de 2012, seguido de Estados Unidos con 95 medallas doradas hasta ese mismo año y 10 títulos generales, completan el cuadro de honor Italia y Corea del Sur con un solo título por país. La edición de 2016 se desarrolló en Nankín, China. A partir del 2017 y cada dos años, el mundial de patinaje de velocidad se disputa en el marco de los llamados Juegos Mundiales de Patinaje, donde se integra la competencia del patinaje de velocidad con otras competencias de patinaje.
El patinador más exitoso en el Campeonato Mundial es el estadounidense Chad Hedrick. En su carrera, ganó 50 títulos del campeonato mundial, así como varias medallas de plata y bronce entre 1994 y 2002. Su estilo de patinar, inicialmente llamado "Chad", más tarde se conoció como doble empuje.

## Maillot arcoíris
Los ganadores de cada prueba del campeonato tienen el derecho y el honor de llevar el maillot arcoíris por un año hasta el siguiente campeonato. Este maillot es una camiseta blanca con cinco bandas horizontales que representan a los cinco continentes.
Los corredores que hayan sido campeón del mundo al menos una vez durante su carrera, tienen derecho a llevar los colores arco iris en los puños y cuello de su maillot como recuerdo de su triunfo.

## Historia
En 1937, en Monza, Italia, se celebró de manera no oficial el primer mundial de patinaje en la modalidad de circuito solo para hombres, con patines tradicionales. En 1938 fue introducida la modalidad de pista. Debido a la Segunda Guerra Mundial el campeonato no se realizó por diez años, terminado este lapso de tiempo el campeonato mundial se realizaría nuevamente en Italia, en ocho torneos. En 1954 comienzan a competir las mujeres en el campeonato mundial de Bari, Italia. En 1960 los mundiales de patinaje se expanden por toda Europa luego de cambiar las sedes de las competiciones de circuito. En 1966 se realiza en Mar del Plata, Argentina, el primer mundial oficial de patinaje, expandiéndose así el deporte en Sudamérica. A este mundial asistieron Italia, Alemania, Inglaterra, España, Bélgica, Nueva Zelanda, Japón, Estados Unidos, Colombia, Brasil, Uruguay y Argentina.
En el mundial de 1992 finalmente se cambian los patines tradicionales por patines de ruedas en línea. Desde 1996 se disputa también el Campeonato Mundial de Patinaje de Velocidad Junior, que en solo dos ocasiones ha sido disputado en sedes diferentes al Campeonato Mundial de Patinaje de Velocidad Senior.

### Campeonatos Antiguos
| Año  | Sede                  |
| ---- | --------------------- |
| 1937 | Monza Italia          |
| 1938 | Ferrara Italia        |
| 1948 | Molfalcone Italia     |
| 1949 | Ferrara Italia        |
| 1951 | Molfalcone Italia     |
| 1953 | Lido-Venecia Italia   |
| 1954 | Bari Italia           |
| 1956 | Barcelona España      |
| 1957 | Palermo Italia        |
| 1958 | Finale Ligure Italia  |
| 1960 | Wetteren Bélgica      |
| 1961 | Gujan Mestras Francia |
| 1963 | Nantes Francia        |
| 1964 | Madrid España         |
| 1965 | Siracuse Italia       |

| Año  | Sede                            |
| ---- | ------------------------------- |
| 1966 | Mar del Plata Argentina         |
| 1967 | Barcelona España                |
| 1968 | Montecchio Italia               |
| 1969 | Mar del Plata Argentina         |
| 1973 | Sesto San Giovanni Italia       |
| 1975 | Mar del Plata Argentina         |
| 1978 | Mar del Plata Argentina         |
| 1979 | Finale Emilia Italia            |
| 1980 | Masterton Nueva Zelanda         |
| 1981 | Ostende Bélgica                 |
| 1982 | Finale Emilia Italia            |
| 1983 | Mar del Plata Argentina         |
| 1984 | Bogotá Colombia                 |
| 1985 | Colorado Springs Estados Unidos |
| 1986 | Adelaida Australia              |
| 1987 | Grenoble Francia                |
| 1988 | Cassano d´Adda Italia           |

## Palmarés
| Año  | Sede                                              | Oro               | Plata                     | Bronce              |
| ---- | ------------------------------------------------- | ----------------- | ------------------------- | ------------------- |
| 1989 | Hastings Nueva Zelanda                            | Italia            | Estados Unidos            | Argentina           |
| 1990 | Bello · Colombia                                  | Italia            | Estados Unidos · Colombia | Argentina Australia |
| 1991 | Ostende · Bélgica                                 | Estados Unidos    | Italia                    | Argentina           |
| 1992 | Roma · Italia                                     | Estados Unidos    | Países Bajos              | Italia              |
| 1993 | Colorado Springs Estados Unidos                   | Estados Unidos    | Italia                    | Australia           |
| 1994 | Gujan-Mestras Francia                             | Estados Unidos    | Argentina                 | Australia           |
| 1995 | Perth Australia                                   | Estados Unidos    | Argentina                 | Australia           |
| 1996 | Mirano y Padua · Italia                           | Estados Unidos    | Italia                    | Francia             |
| 1997 | Mar del Plata Argentina                           | Estados Unidos    | Italia                    | Argentina           |
| 1998 | Pamplona · España                                 | Estados Unidos    | Italia                    | Argentina           |
| 1999 | Santiago de Chile · Chile                         | Estados Unidos    | Italia                    | España              |
| 2000 | Barrancabermeja · Colombia                        | Estados Unidos    | Colombia                  | Italia              |
| 2001 | Valence d'Agen Francia                            | Estados Unidos    | Francia                   | España              |
| 2002 | Ostende · Bélgica                                 | Estados Unidos    | Italia                    | Colombia            |
| 2003 | Barquisimeto · Venezuela                          | Estados Unidos    | Italia                    | Argentina           |
| 2004 | L'Aquila, Sulmona y Pescara · Italia              | Colombia          | Italia                    | Estados Unidos      |
| 2005 | Suzhou China                                      | Colombia          | Italia                    | Francia             |
| 2006 | Anyang Corea del Sur                              | Colombia          | Estados Unidos            | Nueva Zelanda       |
| 2007 | Cali · Colombia                                   | Colombia          | Corea del Sur             | Estados Unidos      |
| 2008 | Gijón · España                                    | Colombia          | Estados Unidos            | Corea del Sur       |
| 2009 | Haining China                                     | Estados Unidos    | Colombia                  | Corea del Sur       |
| 2010 | Guarne · Colombia                                 | Colombia          | Estados Unidos            | Bélgica             |
| 2011 | Yeosu Corea del Sur                               | Colombia          | Corea del Sur             | China Taipéi        |
| 2012 | Ascoli Piceno y San Benedetto del Tronto · Italia | Colombia          | Italia                    | Bélgica             |
| 2013 | Ostende · Bélgica                                 | Colombia          | Italia                    | Bélgica             |
| 2014 | Rosario Argentina                                 | Colombia          | Francia                   | China Taipéi        |
| 2015 | Kaohsiung República de China                      | Colombia          | Francia                   | Corea del Sur       |
| 2016 | Nanjing China                                     | Colombia          | Francia                   | Italia              |
| 2017 | Nanjing China                                     | Colombia          | Italia                    | España              |
| 2018 | Heerde y Arnhem · Países Bajos                    | Colombia          | Alemania                  | Francia             |
| 2019 | Barcelona · España                                | Colombia          | Bélgica                   | Italia              |
| 2020 | Edición cancelada                                 | Edición cancelada | Edición cancelada         | Edición cancelada   |
| 2021 | Ibagué · Colombia                                 | Colombia          | Francia                   | China Taipéi        |
| 2022 | Buenos Aires Argentina                            | Colombia          | Italia                    | España              |

## Medallero histórico
- Hasta Barcelona 2019

| Núm. | País           | Oro | Plata | Bronce | Total |
| ---- | -------------- | --- | ----- | ------ | ----- |
| 1    | Estados Unidos | 208 | 122   | 74     | 404   |
| 2    | Colombia       | 173 | 160   | 103    | 436   |
| 3    | Italia         | 110 | 119   | 122    | 351   |
| 4    | Francia        | 45  | 72    | 77     | 194   |
| 5    | Argentina      | 30  | 40    | 70     | 140   |
| 6    | Nueva Zelanda  | 22  | 26    | 26     | 74    |
| 7    | España         | 21  | 20    | 13     | 54    |
| 8    | Bélgica        | 21  | 16    | 23     | 60    |
| 9    | Corea del Sur  | 20  | 31    | 48     | 99    |
| 10   | China Taipéi   | 17  | 28    | 41     | 86    |
| 11   | Australia      | 13  | 24    | 28     | 54    |
| 12   | Alemania       | 13  | 13    | 28     | 54    |
| 13   | Países Bajos   | 7   | 8     | 10     | 25    |
| 14   | Chile          | 5   | 12    | 13     | 30    |
| 15   | Venezuela      | 4   | 7     | 6      | 17    |
| 16   | China          | 1   | 8     | 5      | 14    |
| 17   | Ecuador        | 1   | 3     | 3      | 6     |
| 18   | México         | 1   | 2     | 2      | 5     |
| 19   | Suiza          | 0   | 2     | 1      | 3     |
| 20   | Portugal       | 0   | 1     | 2      | 3     |
| 21   | Japón          | 0   | 1     | 0      | 1     |
| 22   | Guatemala      | 0   | 0     | 1      | 1     |